# Somogyi István (piarista szerzetes)
Somogyi István (Szeged, 1862. november 21. – Léva, 1892. június 6.) piarista áldozópap és tanár.

## Életútja
Szegeden végezte a gimnázium hat osztályát; 1881. augusztus 27-én lépett a rendbe. 1882-84-ben Kecskeméten a VII. és VIII. osztályt tanulta, azután Nyitrán, a teológia tanulása mellett, a latin és görög nyelvben művelte magát. A következő két évben a kolozsvári egyetemen egyedül szaktárgyaival foglalkozott. A rend kormánya 1888-ban Temesvárra küldte tanárnak. 1889-ben misés pappá szenteltetett és 1890. januárban tanári oklevelet szerzett. Temesvárról Kolozsvárra utaztában meghűlt, úgy hogy tüdőbaja jelentkezett, mely miatt az iskolai év végével Koritnicára ment, ahonnét látszólag egészségesen tért vissza, azonban a rend kormánya felmentette a tanítástól és Nagybecskerekre helyezte; de ő visszakívánkozott tanszékéhez; egy évig tehát Privigyén, azután a lévai főgimnáziumban tanított.
Cikke a lévai katolikus főgimnázium Értesítőjében (1892. Tacitus «Agricola» cz. művének czélja).
Kéziratban maradt: Suetonius magyar fordítása; befejezetlen.